# پهن‌خارپشت
پهن‌خارپشت (نام علمی: Platyhystrix) نام یک سرده از راسته بریده‌مهرگان است.